# Felicia Ferreira
Felicia Ferreira, född 1981 i Norrköping, är en svensk journalist, publicist och företagsledare. Hon har arbetat som journalist sedan 2001 på tidningar som Villatidningen, Bröllopsmagasinet, Världen idag och Dagen. Åren 2008-2010 var hon chefredaktör på Världen idag. Sedan 2013 är hon chefredaktör, VD och ledarskribent för den kristna dagstidningen Dagen.. Sedan 2018 är hon även VD för det kristna bokförlaget Libris förlag.
Hon framträder med jämna mellanrum i olika debatter och sammanhang där kristna frågor står i fokus. Bland annat uttalade hon sig i en artikel i Svenska Dagbladet om en riskerande falangstrid inom KD.  
När Ferreira började som ny publisher för Dagen ville hon satsa på att anpassa sig till nya medier och digitala kanaler. Under våren 2014 utvecklades en ny webbsida, podradio-program och webb-tv under ledning av Ferreira.